# Nyctemera xanthura
Nyctemera xanthura är en fjärilsart som beskrevs av Carl Plötz 1880. Nyctemera xanthura ingår i släktet Nyctemera och familjen björnspinnare. Inga underarter finns listade i Catalogue of Life.